# Prionyx atratus
Prionyx atratus là một loài côn trùng cánh màng trong họ Sphecidae, thuộc chi Prionyx. Loài này được Lepeletier de Saint Fargeau miêu tả khoa học đầu tiên năm 1845.